# Mein Leopold (film fra 1924)
Mein Leopold er en tysk stumfilm fra 1924 instrueret af Heinrich Bolten-Baeckers.

## Medvirkende
- Arthur Kraußneck som Gottlieb Weigelt
- Walter Slezak som Leopold
- Käthe Haack som  Klara
- Georg Alexander
- Leo Peukert som Werkführer
- Gustav Botz som Zernikow
- Paula Conrad som Amalie
- Georg John som Nibisch